# Terrer
|  | Per a altres significats, vegeu «Terrer (Aragó)». |

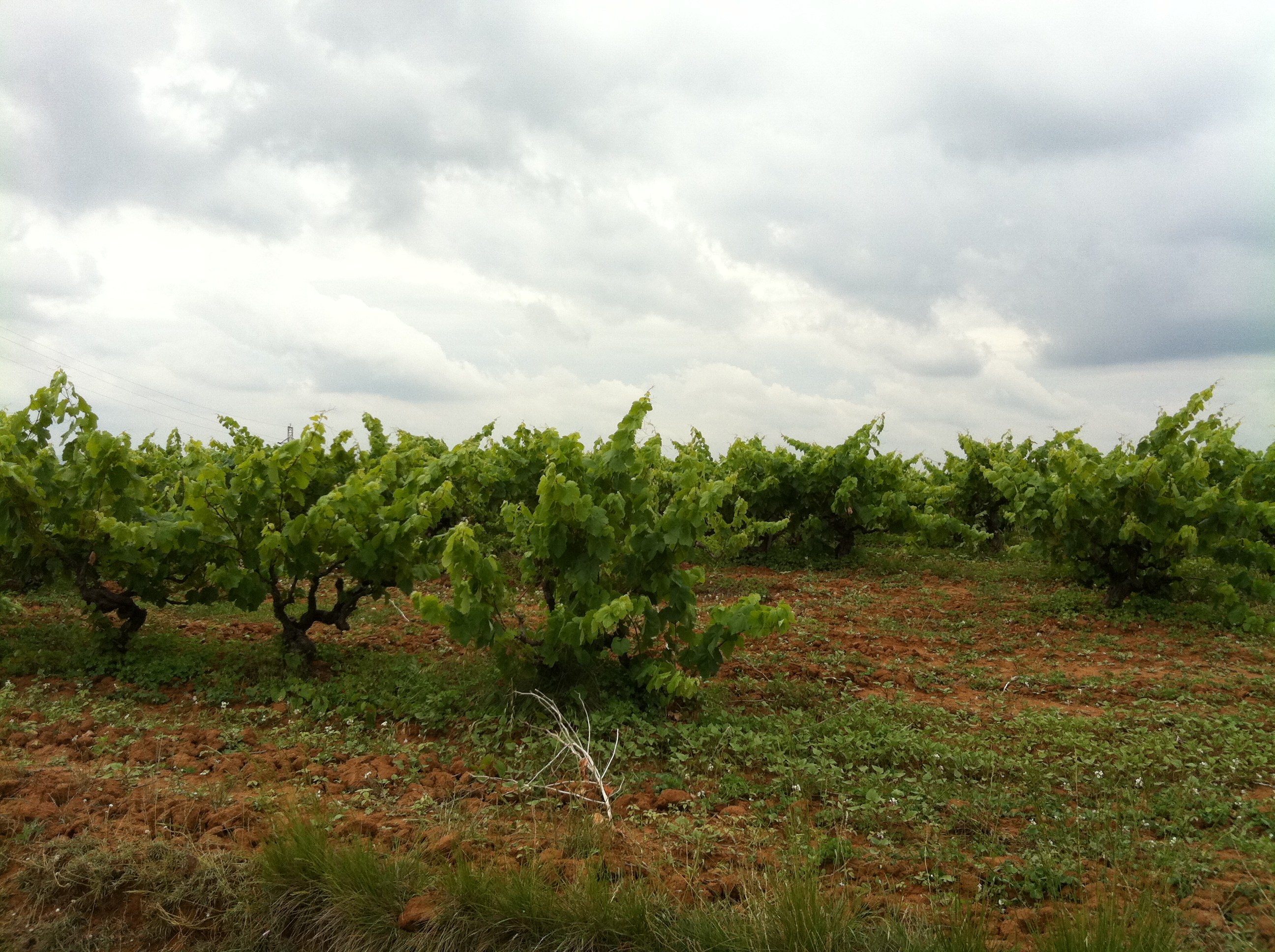
Terrer amb vinyes a Sant Cugat Sesgarrigues.

Un terrer, conegut arreu amb el nom francès terroir, és un terreny amb unes característiques geològiques i geogràfiques homogènies per al cultiu agrícola, especialment utilitzat per la vinya.
El concepte de terrer aplicat a la viticultura està molt desenvolupat a França. Per exemple, les diferents propietats de la regió de Bordeus (anomenades château) estan classificades en cinc categories: de premier cru a cinquième cru. A la regió vinícola portuguesa del Duero també es diferencia el terrer. Des del 2002 la Generalitat de Catalunya permet als consells reguladors de les Denominacions d'Origen atorgar el caràcter distintiu de «vi de finca» o «vi de terrer». Es defineix el vi de terrer com el vi produït dins una denominació d'origen, en un entorn determinat, d'una extensió inferior a la del terme municipal, amb característiques pròpies, el nom del qual està notòriament lligat a les vinyes de les quals s'obtenen vins amb característiques qualitatives especials. Posteriorment s'ha aplicat a la legislació espanyola el concepte equivalent de Vino de Pago.

## Característiques
Les característiques que defineixen un terrer vinícola són:
- El sòl. La vinya té una preferència pels sòls pedregosos que són ben drenats, airejats i distribueixen millor l'escalfor del terra.
- El color del sòl. Les terres clares, de base calcària o argilo-calcària, guix, cendra volcànica o sorra, són més apropiades pel raïm blanc; les terres fosques, al contrari, són més favorables al raïm negre.
- El subsòl. Les arrels dels ceps es poden enfonsar fins a 10 m per trobar la humitat adequada.
- La insolació. Pot estar entre 1.750 i 2.500 hores de sol a l'any. Les regions amb més insolació produeixen uns raïms rics en sucre i vins alcohòlics. Els vins de regions amb menys sol són més àcids. La insolació dependrà de la latitud (entre 35º i 50º) i de l'orientació del terrer al sud o sud-est.
- La pluja. La vinya necessita de 400 a 700 mm de pluja anual, indispensables a l'hivern i al començament de la primavera. Un excés de pluja pot podrir el fruit. Una pluja excessiva a l'estiu fa el raïm més aquós i pobre.
- El pendent afavoreix la circulació de l'aigua i la insolació.
- El vent. Un excés de vent pot frenar el cicle vegetatiu. Els vents freds poden provocar gelades i els vents càlids poden ser bons assecant el raïm amb massa humitat.
- L'altitud. Els millors vins sovint es produeixen en terrenys situats entre 200 i 300 m d'altitud.
- Altres factors que poden influir subtilment en el microclima són la proximitat d'un bosc que faci de barrera natural contra els vents, la presència d'un riu, llac o mar que atenuï les diferències tèrmiques, el pas de corrents d'aire que assequi l'atmosfera, etc.